# 24240 Tinagal
24240 Tinagal è un asteroide della fascia principale. Scoperto nel 1999, presenta un'orbita caratterizzata da un semiasse maggiore pari a 2,5315095 UA e da un'eccentricità di 0,1303970, inclinata di 3,67934° rispetto all'eclittica.